# 4

## Narození
- Columella, římský spisovatel († 70)

## Úmrtí
- Gaius Asinius Pollio, římský básník, řečník a politik (* 75 př. n. l.)
- Gaius Trebatius Testa, římský právník (* asi 84 př. n. l.)
- Fraatés V., parthský velkokrál (* asi 19 př. n. l.)

## Hlava státu
- Římská říše – Augustus (27 př. n. l. – 14)
- Parthská říše – Fraatés V. (2 př. n. l. – 4) » Oródés III. (4–6/7)
- Kušánská říše – Heraios (1–30)
- Čína, dynastie Chan (206 př. n. l. – 220 n. l.) – Pching-ti (1 př. n. l. – 5)
- Markomani – Marobud (?–37)